# Fonds-de-l'Eau
Fonds-de-l'Eau est un lieu-dit de Wallonie constitué de la vallée de l'Eau Noire entre Pesche et la commune de Couvin, en province de Namur (Belgique).
Le site est classé en zone Natura 2000.